# Santiago Zubieta
Santiago Alfredo Zubieta (né le 20 juin 1908 à Galdakano, dans la province de Biscaye, au Pays basque - mort le 3 septembre 2007 à Madrid, quelques mois avant son centième anniversaire) était un joueur et un entraineur de football espagnol, figure historique du Racing Santander, dont il porta les couleurs à la fin des années 1920 et au début des années 1930.

## Biographie
Santiago Zubieta commença à jouer au football dans l'équipe de sa ville natale, avant d'intégrer à 18 ans, en 1926, l'équipe du Racing Santander. Jouant ailier droit, il fit ses débuts en match officiel sous le maillot du Racing le 11 septembre 1927, marquant le premier but de la large victoire (5-0) de Santander contre Éclipse, et devint rapidement un titulaire indiscutable.
Avec le Racing, il gagna tous les championnats régionaux qu'il disputa, jusqu'en 1934, année de son départ du club. Il fut l'un des principaux artisans de la qualification du Racing pour disputer la première Liga. Il était titulaire dans l'équipe qui disputa le premier match du Racing dans le premier championnat espagnol, le 12 février 1929 contre FC Barcelone au stade El Sardinero.
Zubieta joua, au total, 164 matchs avec le Racing, marquant 23 buts. Après son départ de Santander, il joua ensuite à Valence (1934-35 et 1935-36), à l'Aviation de Saragosse (pendant la guerre civile) et à Carthagène. Il se retira en 1940, après une ultime saison dans le club de la région de Murcie. 
Santiago Zubieta est mort le 3 septembre 2007, à l'âge de 99 ans, à l'hôpital Gómez Ulla de Madrid, où il avait été admis trois semaines auparavant pour une infection pulmonaire.